# 최상 (가수)
최상(1984년 7월 28일 ~ )은 대한민국의 가수다. 2018년 싱글 앨범 [탄다탄다]로 데뷔했다.

## 방송
- 내일은 미스터트롯 (2020) - Top101
- 내일은 국민가수 (2021) - Top111
- 아침마당 (2021) - 도전! 꿈의 무대 5연승, 왕중왕전 준우승
- 불타는 트롯맨 (2022) - Top100

## 음반
- 탄다탄다 (2018)
- 내 어깨는 당신 겁니다 (2022)